# Зозуля-дронго азійська
Зозу́ля-дро́нго азійська (Surniculus lugubris) — вид зозулеподібних птахів родини зозулевих (Cuculidae). Мешкає в Гімалаях і Південно-Східній Азії.

## Опис
Довжина птаха становить 25 см. Забарвлення повністю чорне, блискуче, за винятком білої смуги на нижній стороні крил, помітної в польоті, і білої плями на гузці і на нижній стороні хвоста. Хвіст відносно довгий, дещо роздвоєний. Дзьоб чорний, тонкий, вигнутий. Виду не притаманний статевий диморфізм. Молоді птахи поцятковані білими плямами. Вокалізація — серія висхідних посвистів, що різко обривається.

## Підвиди
Виділяють три підвиди:

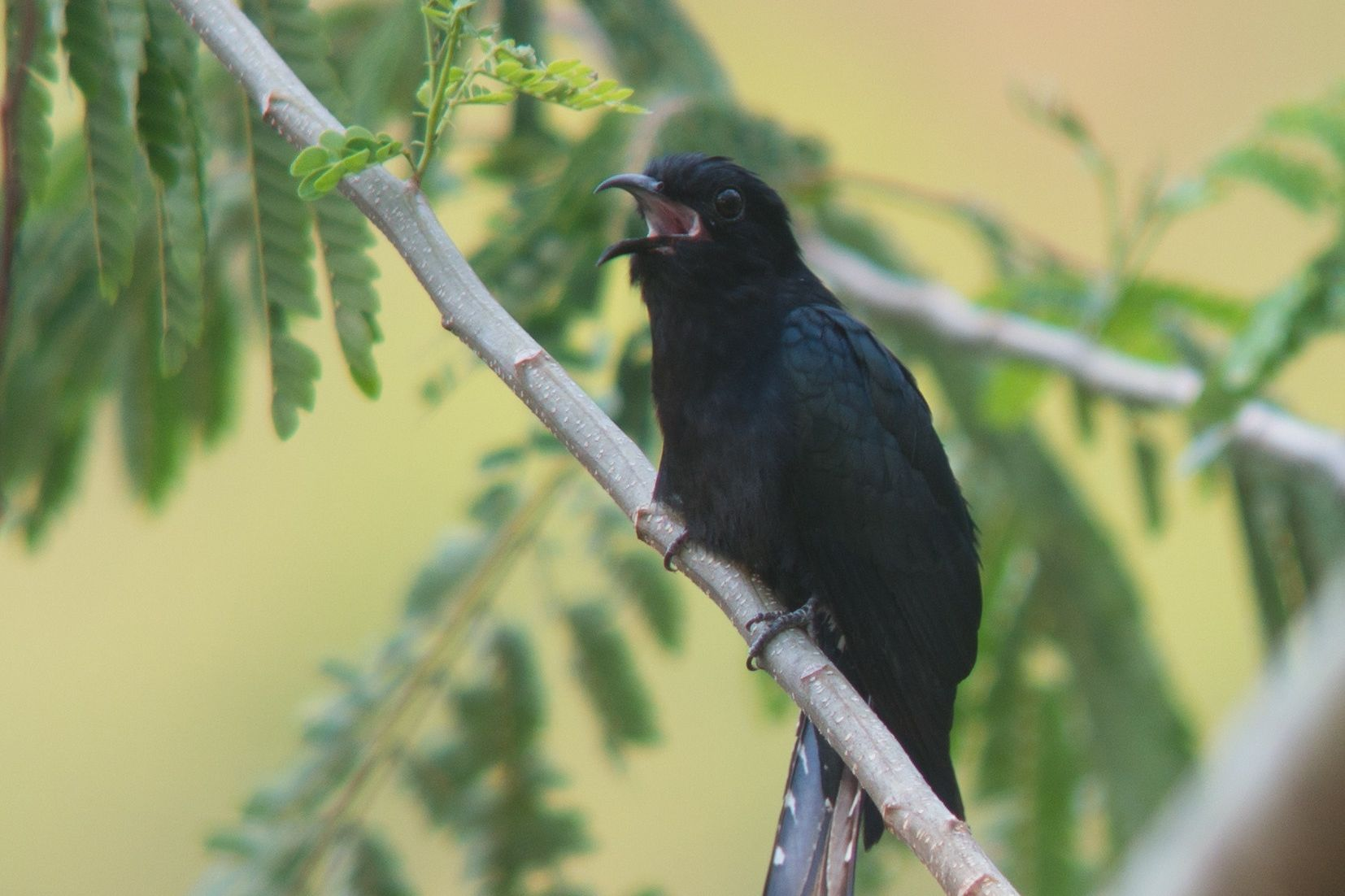
Азійська зозуля-дронго

- S. l. barussarum Oberholser, 1912 — Північно-Східна Індія, північна М'янма, північний Таїланд, північний Індокитай, Юньнань і острів Хайнань;
- S. l. brachyurus Stresemann, 1913 — від північно-західних Гімалаїв до Північно-Східної Індії і Бангладеш, М'янма, Таїланд, Малайський півострів, Суматра, Калімантан, Палаван;
- S. l. lugubris (Horsfield, 1821) — Ява і Балі.

Вилохвості і молуцькі зозулі-дронго раніше вважалися конспецифічними з азійською зозулею-дронго, однак були визнані окремими видами.

## Поширення і екологія
Азійські зозулі-дронго живуть у вологих тропічних лісах, чагарникових заростях і садах. Зустрічаються на висоті до 2100 м над рівнем моря. Практикують гніздовий паразитизм, підкладають яйця в гнізда тимелій.